# 蒲林
蒲林（1965年—），四川省泸州市人，美籍华人，中华人民共和国教育部长江学者讲座教授，主要从事化学小分子药物中间体的不对称催化与手性合成等方面的研究工作。

## 生平
蒲林先后毕业于四川大学化学系、加州大学圣地亚哥分校，2003年至今任弗吉尼亚大学化学系教授。